# متتالية ميان - تشولا
في الرياضيات، متتالية ميان-تشولا هي متتالية أعداد صحيحة تُعرف بالمعادلة:
{\displaystyle a_{1}=1.}
حيث {\displaystyle n>1}
و{\displaystyle a_{n}} هو أصغر عدد صحيح بحيث:
{\displaystyle a_{i}+a_{j}}
حيث {\displaystyle i} و{\displaystyle j} أقل أو يساوي {\displaystyle n}.

## الخصائص
{\displaystyle a_{1}} تساوي واحد، حيث {\displaystyle i} و{\displaystyle j} أقل أو يساوي {\displaystyle n}، وبما إن n= 1 إذًا فإن كلا من {\displaystyle i} و{\displaystyle j} يساوي واحد أيضًا، إذًا فإن العدد التالي من المتتالية هو 1 + 1 = 2، {\displaystyle a_{2}} = 2. ثم، {\displaystyle a_{3}} لا يمكن أن يكون 3 لأنه سيكون هناك مجموع ثنائي غير مميز 1 + 3 = 2 + 2 = 4. ثم نجد ذلك {\displaystyle a_{3}=4} ، بحيث تكون المجاميع الزوجية 2 و3 و4 و5 و6 و8. وهكذا تبدأ المتتالية
1 ، 2 ، 4 ، 8 ، 13 ، 21 ، 31 ، 45 ، 66 ، 81 ، 97 ، 123 ، 148 ، 182 ، 204 ، 252 ، 290 ، 361 ، 401 ، 475 ، ... (متسلسلة A005282 في OEIS)     .

## متتاليات مماثلة
إذا حددنا {\displaystyle a_{1}=0} ، فإن المتتالية الناتجة هي نفسها باستثناء أن كل حد أقل بمقدار واحد (أي 0 ، 1 ، 3 ، 7 ، 12 ، 20 ، 30 ، 44 ، 65 ، 80 ، 96 ،. . . OEIS : A025582).

## التاريخ
اخترع التسلسل عبد المجيد ميان وسارفادمان شولا.